# MVG-Baureihe C
Die MVG-Baureihe C ist die dritte und aktuell die jüngste Fahrzeuggeneration von Elektrotriebwagen für das 750-Volt-Gleichspannungs-Netz der Münchener U-Bahn. Die ab dem Jahr 2000 gebauten Fahrzeuge weichen von dem bisherigen Prinzip des Doppeltriebwagens (MVG-Baureihe A bzw. Baureihe B) ab und bilden erstmals eine durchgehende Einheit. Dadurch ist der Zug durchgängig begeh- und einsehbar, was neben dem erhöhten Platzangebot auch ein Gefühl der subjektiven Sicherheit geben soll. Die 18 Einheiten vom Typ C1 sind seit 2002 im Betriebseinsatz. Die modifizierte Serie C2 wird seit 2016 betrieblich eingesetzt und steht mit weiteren Lieferserien in der Beschaffung.

## Entwicklung und Beschaffung
| Typ   | Nummern | Baujahre        |
| ----- | ------- | --------------- |
| C1.9  | 601–610 | 2000–2001       |
| C1.10 | 611–618 | 2005            |
| C2.11 | 701–721 | 2013–2015       |
| C2.12 | 722–745 | 2019–2021       |
| C2.13 | 746–767 | 2022–2024       |
| C2.14 | 768–785 | 2024–[veraltet] |

### C1
Ähnlich wie in Berlin kam in München 1997 zunächst die Frage auf, ob ein drei- oder ein sechsteiliger Zug die nächste Generation an Fahrzeugen stellen sollte. Schließlich fiel die Entscheidung für einen durchgehenden Langzug. Als Hersteller wurden Adtranz für den wagenbaulichen sowie Siemens für den elektrischen Teil bestimmt.
Die neuen Wagen unterscheiden sich grundlegend von ihren Vorgängern, nicht nur optisch, sondern auch durch die durchgehende Begehbarkeit der Fahrzeuge. Die Kapazität wird durch den Entfall der mittleren Führerstände höher und die Züge werden im Preis günstiger. Allerdings können die Fahrzeuge in ihrer Länge nicht mehr den jeweiligen Verkehrsaufkommen angepasst werden, ein Verkürzen/Verlängern ist nur in der Werkstatt möglich. Daher werden sie fast ausnahmslos auf Linien eingesetzt, auf denen Langzüge verkehren.
Die Übergangsmöglichkeit bietet Fahrgästen die Möglichkeit, sich innerhalb des gesamten Zuges zu verteilen. Weiterhin erhöht die Übergangsmöglichkeit die Sicherheit der Fahrgäste, da man im Notfall durch den ganzen Zug bis zum Führerstand gehen kann. Bei schwacher Besetzung kann der Fahrer durch den ganzen Zug schauen.

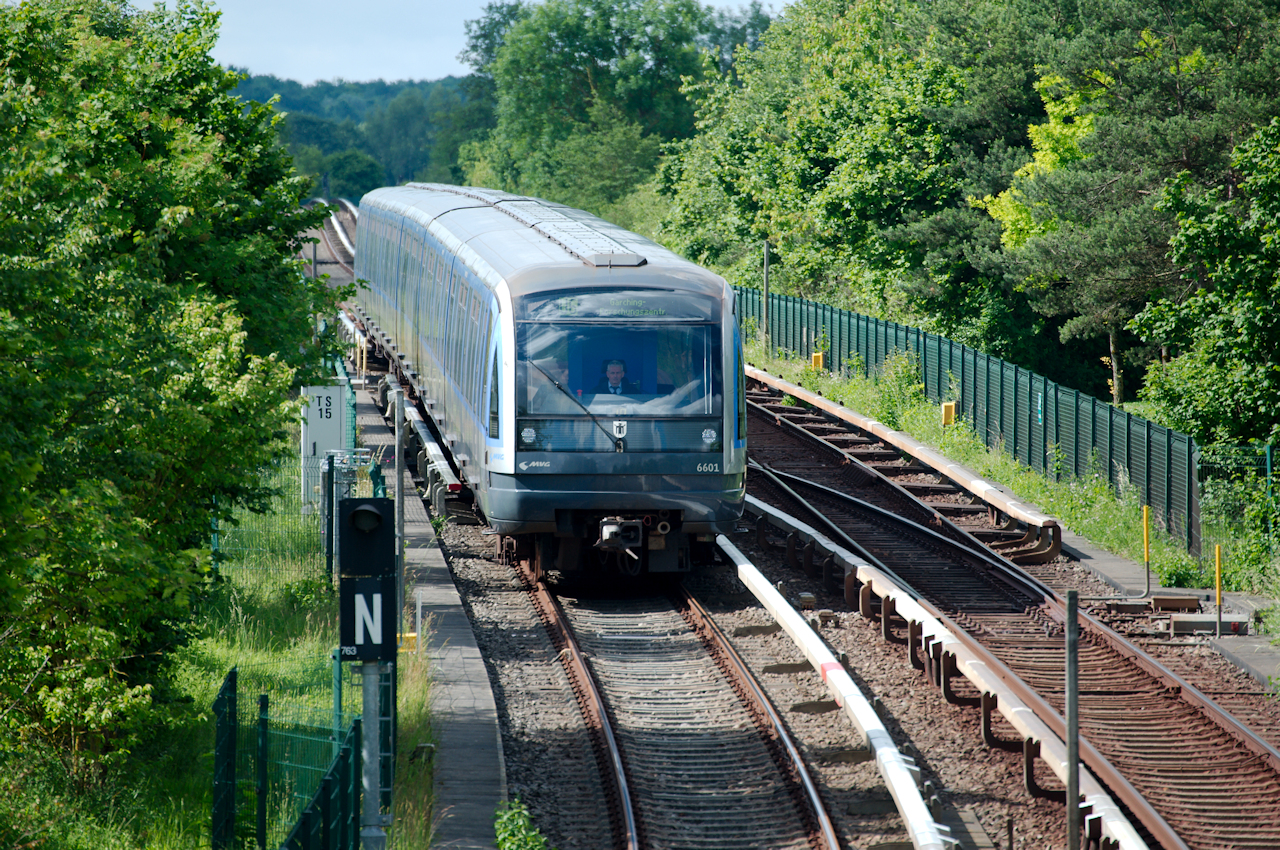
C-Wagen 601 kurz vor dem Bahnhof Garching-Hochbrück. Das Ziel des Zugs ist Garching-Forschungszentrum

Der Zug 610 trug das Garchinger Stadtwappen, da er von der Stadt Garching für die Verlängerung der U6 zum Forschungszentrum finanziert wurde.
Der Zug 618 wurde nach einem Unfall in der Wendeanlage Feldmoching verschrottet.

### C2

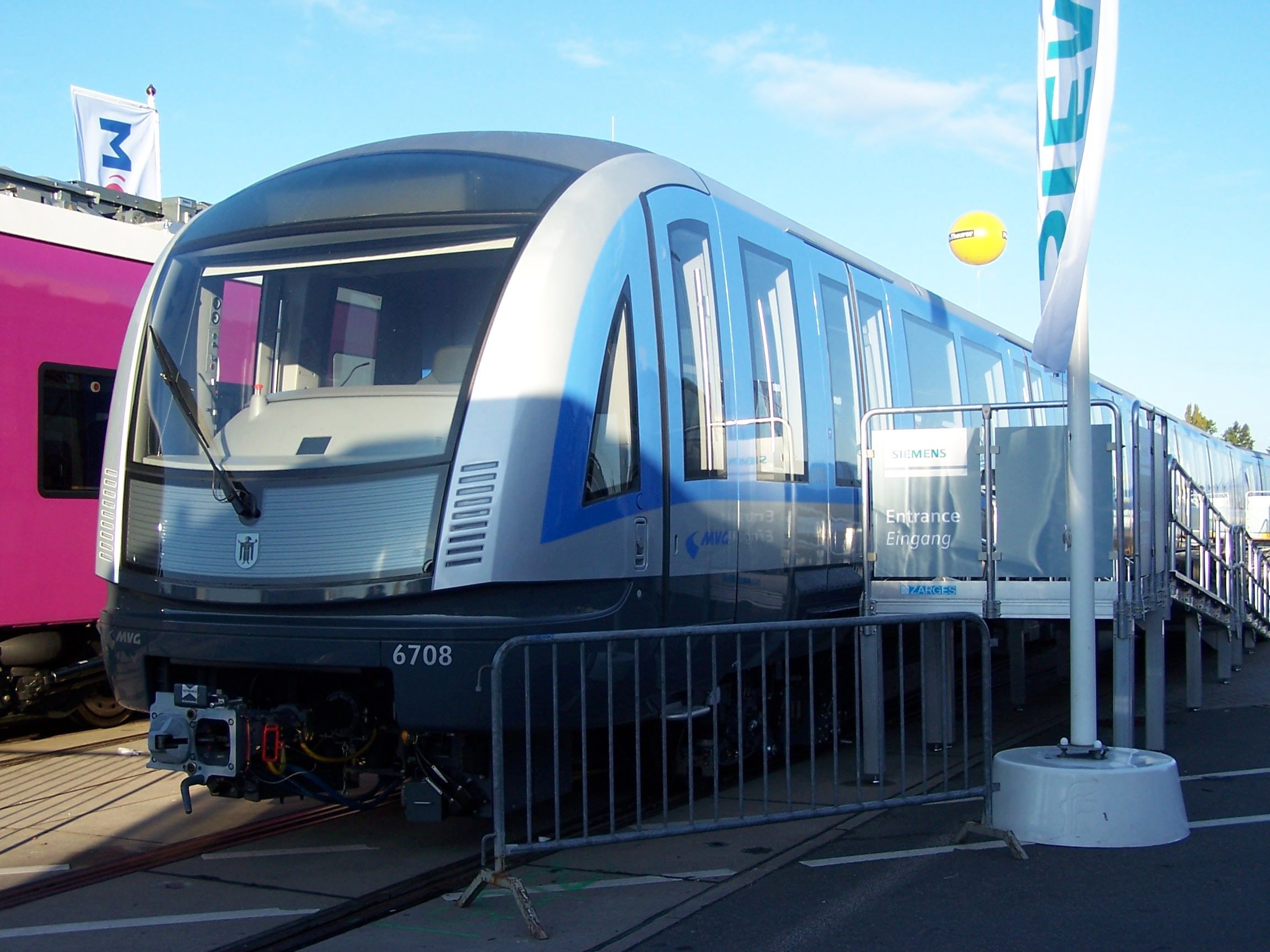
C2-Zug auf der InnoTrans 2014 in Berlin

Am 12. November 2010 gab die MVG die Bestellung von 21 neuen Fahrzeugen bei Siemens bekannt. Das Investitionsvolumen liegt bei ca. 185 Millionen Euro. Für weitere 46 Fahrzeuge bestanden zwei Optionen, die 2016 bzw. 2020 in Festbestellungen umgewandelt wurden.
Die 21 fest bestellten Züge (MVG-Serienbezeichnung C2.11) wurden zwischen 2013 und 2015 ausgeliefert, konnten jedoch bis Mitte Juni 2016 nicht eingesetzt werden, weil die nötige Betriebszulassung von der Regierung von Oberbayern noch nicht erteilt wurde. 14 Züge ersetzen ältere, auszumusternde Altfahrzeuge, die seit über 40 Jahren im Dienst sind. 7 Züge werden für den ersten Teil der MVG-Angebotsoffensive 2010–2020 benötigt.
Die Fahrzeuge vom Typ C2 entsprechen äußerlich und konzeptionell weitestgehend dem 2002 erstmals eingesetzten Typ C1 (Serien C1.9 und C1.10, insgesamt 18 Züge = 108 Wagen). Der C2 weist dabei im Wesentlichen folgende Veränderungen gegenüber dem C1 auf:
- Vergrößerte Stehplatzbereiche in den Übergangsbereichen zwischen den Wagen, dadurch wird besserer Fahrgastfluss und höhere Kapazität erhofft
- Durchgängig Polstersitze anstatt hölzernen Längssitzen
- Farbige LED-Leuchtbänder in den Türkanten (zur besseren Erkennbarkeit des Öffnungs- und Schließvorgangs)
- Veränderte Kopfform
- Höhere Bauart-Geschwindigkeit: 90 km/h anstatt bisher 80 km/h
- Höhere Leistung: 3360 kW anstatt bisher 2400 kW
- Geringere Instandhaltungskosten und verbesserte Diagnosemöglichkeiten für raschere Störungsbehebung
- Ausstattung mit Videoüberwachung, Fahrgastfernsehen und Brandschutzeinrichtungen bereits ab Werk
- Vorrüstung für fahrerlosen Betrieb (Führerstand könnte entfallen bzw. reduziert werden; dadurch dann höhere Kapazität)

Der C2 bietet insgesamt 940 Fahrgästen Platz – statt bisher 912 beim C1. Das entspricht drei Prozent mehr Kapazität, was allerdings auf der Reduzierung der Anzahl der Sitzplätze und einer entsprechenden Erhöhung der Anzahl der Stehplätze basiert. Im Vergleich zu Langzügen aus A- und B-Wagen kann der neue C-Zug aufgrund der entfallenen vier mittigen Führerstände acht Prozent mehr Fahrgäste aufnehmen.
Im Gegensatz zu dem C1 wird beim C2 auch der mechanische Teil von der Firma Siemens in München-Allach bzw. Wien gebaut. Dabei basiert das Fahrzeug technisch auf der neuen Fahrzeugplattform Inspiro.

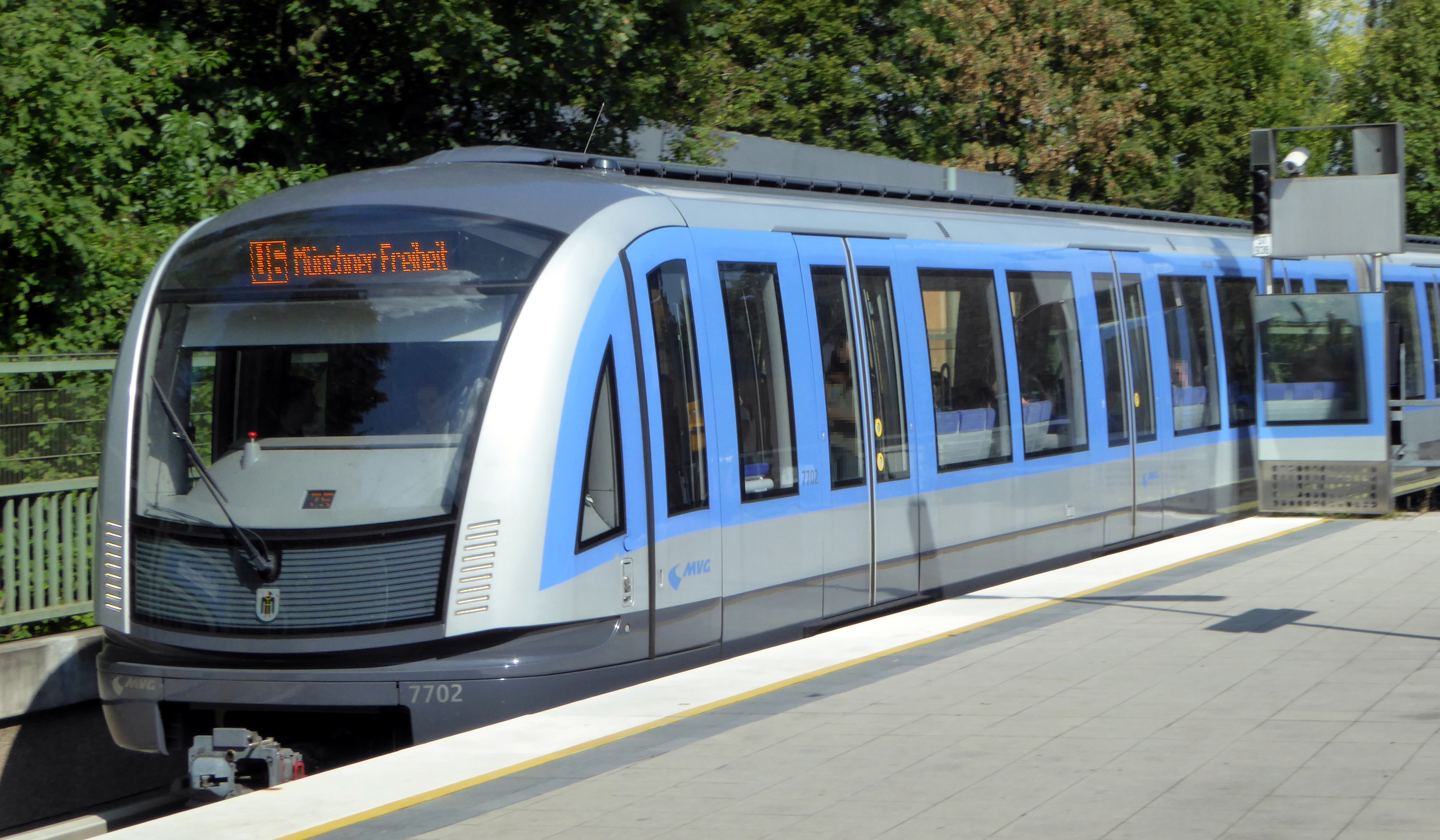
C2-Zug 702 erreicht während des vorläufigen Betriebs auf der nördlichen U6 zwischen Garching und Münchner Freiheit den U-Bahnhof Studentenstadt

Am 17. Juni 2016 erhielt der Zug 702 eine Zulassung durch die TAB für einen vorläufigen Einsatz zwischen Garching und Fröttmaning, die im Laufe des Tages zum Kieferngarten ausgedehnt wurde. Die C2-Züge verkehren seit Ende 2016 auf der gesamten Linie U6, sowie seit dem 14. Juni 2018 auch auf der gesamten Strecke der Linie U3. Im Februar 2018 waren 18 von 21 Zügen bereits zugelassen, durchschnittlich 11 davon waren täglich im Einsatz. Seit dem 7. Oktober 2020 ist der C2 auch für den Einsatz auf der Linie U2 zugelassen.
Weitere 24 Fahrzeuge vom Typ C2 (MVG-Serienbezeichnung C2.12) wurden nach Auslösung der 1. Option ab 2019 geliefert, die ersten Fahrzeuge dieser Serie gehen nach Erhalt der Zulassung ab 7. Mai 2020 in den Fahrgasteinsatz auf der U3 und U6. Alle 24 Fahrzeuge dieser Bestellung werden bis Anfang 2022 geliefert und in Betrieb genommen. Die neuen Fahrzeuge unterscheiden sich nur unwesentlich von den bereits vorhandenen 21 Fahrzeugen des Typs C2 (z. B. veränderte Beklebung oder zusätzlicher Notruftaster am Rollstuhlplatz).
Mitte 2020 wurde die zweite Option über 22 weitere C2-Züge eingelöst. Die Auslieferung begann im April 2022, das letzte Fahrzeug der Lieferserie ist seit September 2024 im Linienbetrieb. Das Investitionsvolumen dafür belief sich auf rund 200 Millionen Euro.
Am 18. August 2021 wurde eine Streckengenehmigung für die U1 erteilt.
Am 27. April 2022 gaben die SWM bekannt, dass nach einer EU-weiten Ausschreibung weitere 18 Züge des Typs C2 beim Hersteller Siemens Mobility bestellt wurden. Die Gesamtanzahl der C2-Flotte wird sich damit auf 85 sechsteilige Gliederzüge erhöhen. Am selben Tag wurde auch der erste Zug der 3. Lieferserie (C2.13 bzw. 2. Option) in Fröttmaning durch SWM und MVG übernommen.
Am 16. September 2022 wurde dann – sechs Jahre nach der ersten Fahrgastfahrt – die Zulassung für alle Linien erteilt.

## Aufbau und Technik

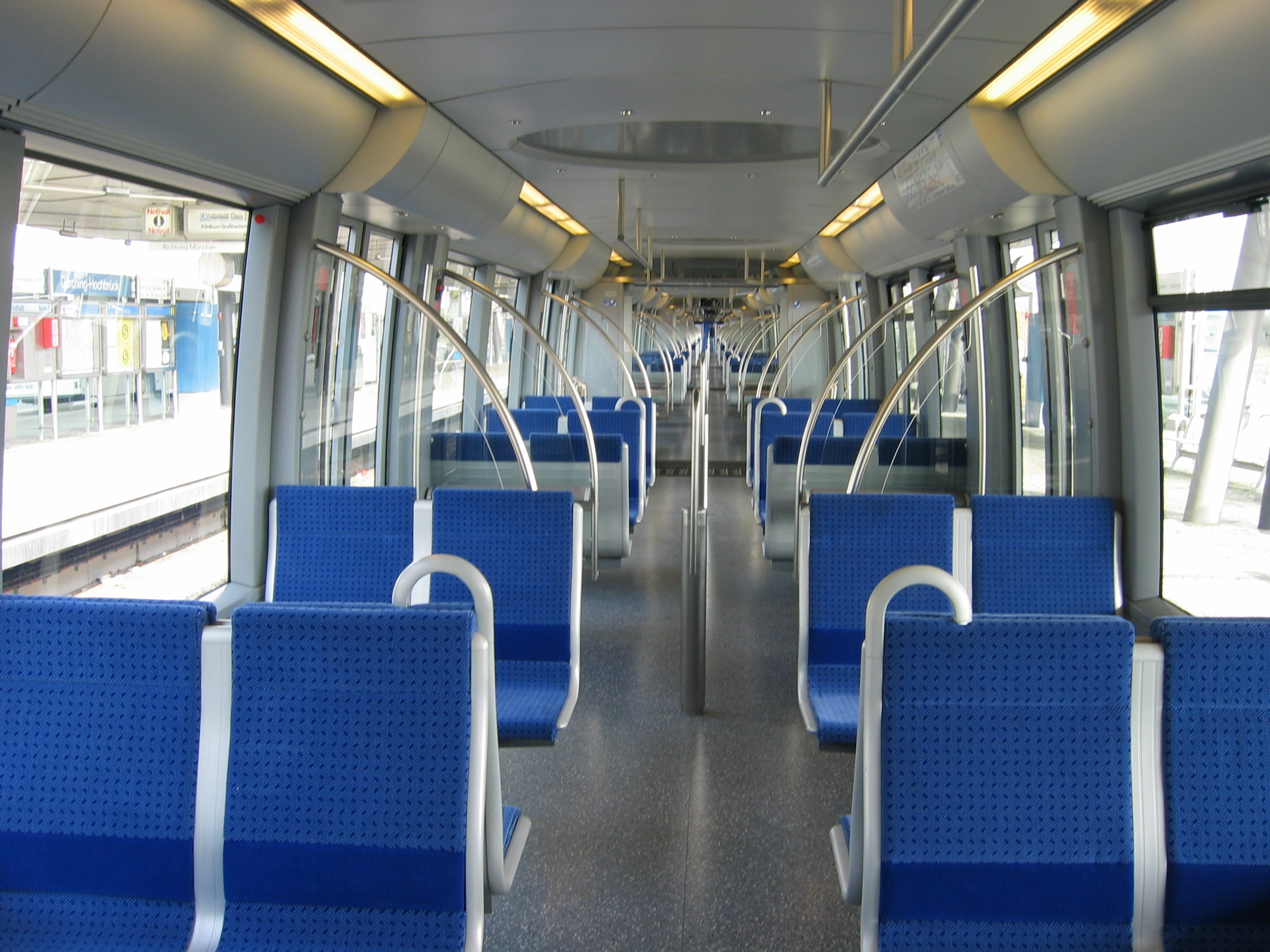
Innenansicht

Wie die BVG-Baureihe H der U-Bahn Berlin ist die MVG-Baureihe C allachsangetrieben und in je sechs Wagen, zwei Kopf- und vier Mittelwagen unterteilt. Der Wagenkasten der Fahrzeuge wurde in Aluminium-Integral- als auch Differentialbauweise erstellt und ist, wie bei den beiden Vorgängertypen A und B, 2,90 m breit. Der gesamte Zug hat eine Länge von ca. 114 m, davon sind die Kopfwagen 19,78 m und die Mittelwagen 18,82 m lang. Vergleichbare komplett durchgängige Züge sind neben der BVG-Baureihe H der Triebwagen V der U-Bahn Wien und die VAG-Baureihe G1 der U-Bahn Nürnberg.
Wegen Problemen mit den Achsen mussten die 10 Wagen vom Typ C1.9 zwischen Dezember 2006 und April 2007 vorübergehend stillgelegt werden. Nach eingehenden Untersuchungen konnten die Züge jedoch wieder in Betrieb genommen werden.

### Design
Das Fahrzeugdesign wurde von Alexander Neumeister entworfen. Neben den großzügig verglasten Führerstandscheiben sieht das umgesetzte Modell auch großzügige Durchgänge zwischen den Wagen und besondere Abstellplätze für Kinderwagen, Rollstuhlfahrer und Fahrräder vor. Auffallend sind die tief nach unten gezogenen Seitenfenster und die geschwungenen Haltestangen im Inneren des Wagens.
Das ebenfalls von Alexander Neumeister mitentwickelte Design der neuen C2 Fahrzeuge wurde im Februar 2013 mit dem Universal Design Award und im Juli 2013 mit dem Red dot design award ausgezeichnet.

### Sitzplatzangebot

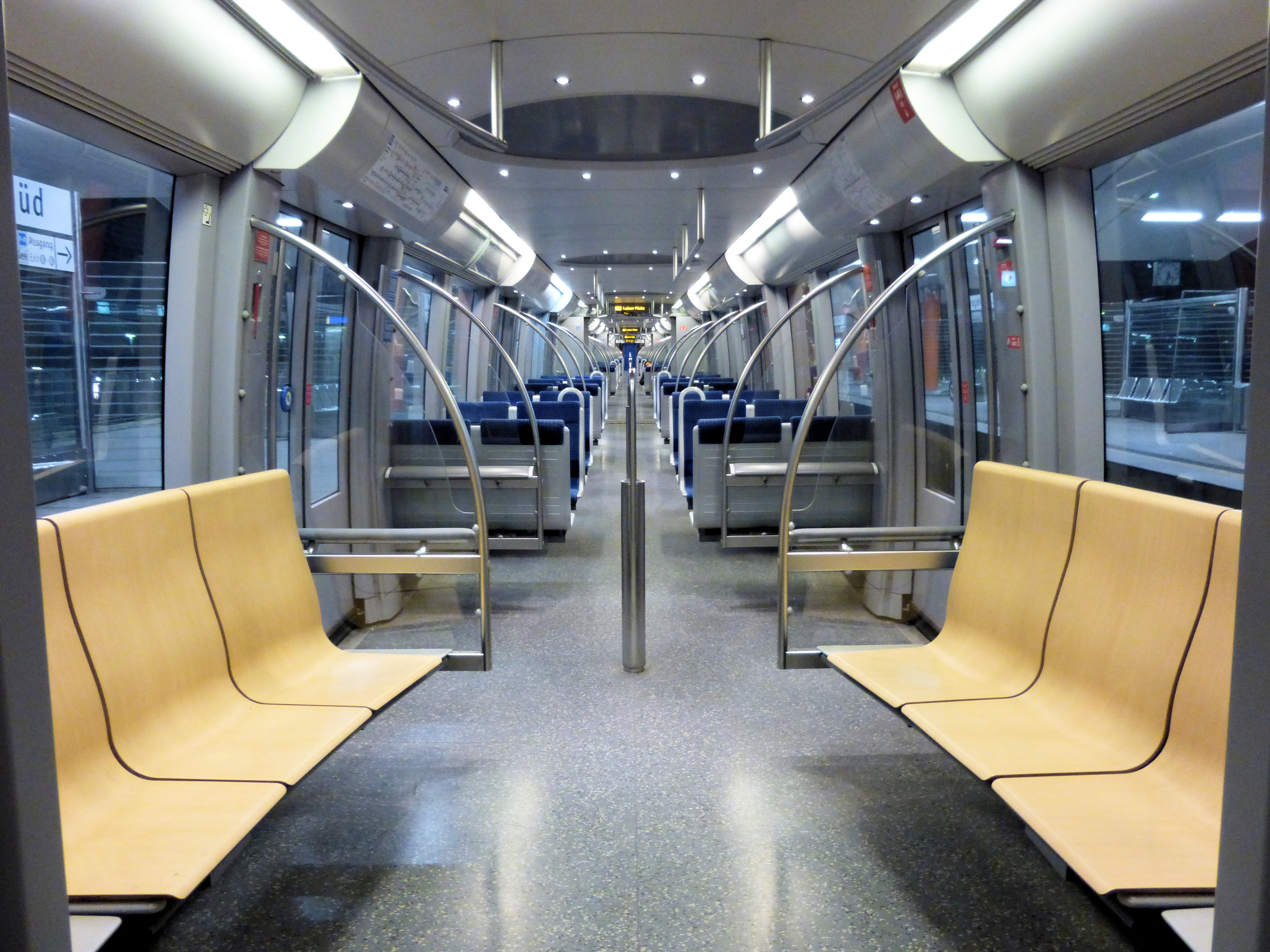
Hölzerne Längssitze

In den Mittelwagen sind abwechselnd Vis-à-vis-Plätze mit blauen Stoffpolstern sowie hölzerne Längssitze angebracht. Die Endwagen sind zum Zwecke eines größeren Platzangebots ausschließlich mit Längssitzen ausgestattet. Die Eingangsbereiche verfügen über gepolsterte Stehhilfen und neue, zusätzliche Haltemöglichkeiten. Der C1-Zug bietet im Vergleich zu einem Langzug der Typen A und B ca. 5 % mehr Fahrgästen Platz.
Im C2-Zug gibt es keine Holzbänke mehr, sondern nur noch gepolsterte Sitze.

### Türen
Der Fahrgastwechsel geht dank breiterer Türen schneller als bei den Vorgängern vonstatten. Außerdem können alle Türen vom Führerstand aus geöffnet werden. Wenn Gegenstände oder Personen eingeklemmt werden, wird die Tür nicht geschlossen. Allerdings kann die Tür bei mutwilliger Blockade auch sofort geschlossen werden. Das Schließen der Türen wird durch optische und akustische Signale angekündigt.

### Auszeichnungen
Für ihr Design wurde die C2-Baureihe mit dem Universal Design Consumer Favorite 2013 (von den Verbrauchern vergeben) und dem Universal Design Award 2013 (vergeben von Fachleuten) ausgezeichnet.